# Cascadas de Reforma
La Reserva ecológica Cascadas de Reforma se localiza en el municipio de Balancán, en el oriente del estado mexicano de Tabasco, y cuenta con una extensión de 5 748.35 hectáreas. Fue decretada como área protegida el 23 de noviembre de 2002. 
Su vegetación principal consiste en selva mediana de puckte, chicozapote y manglar. En su interior se localizan el centro turístico "Cascadas de Reforma" y varios cuerpos lacustres permanentes y temporales. A 2 km de las cascadas de Reforma se encuentra la zona arqueológica de Moral Reforma, donde es posible admirar cinco magníficas estelas mayas, además de cuatro interesantes altares y un juego de pelota.
Esta reserva es muy importante debido a que funciona como corredor biológico, ya que es área de refugio del mono aullador negro (Alouatta pigra) y del coatí (Nasua nasua). Además de ser sitio para el ciclo biológico de diferentes especies. 

## Característica principal
La característica principal de esta reserva ecológica es la salinidad que tiene la zona pese a estar muy lejos de la costa, esto se debe a que corrientes del mar provenientes del Golfo de México se filtran a través de fallas geológicas hasta el río Río San Pedro Mártir. Por esta misma razón es que existe una población importante de un tipo de mangle que solo habita en las zonas costeras.
El río San Pedro Mártir está catalogado como uno de los más limpios de México, sus aguas provenientes de la vecina República de Guatemala, se vierten a través de diversas cascadas que terminan en pozos o balnearios naturales que junto con la selva forman un paisaje impresionante.

## Ubicación
Esta reserva ecológica se localiza en el municipio de Balancán en el oriente del estado de Tabasco. 

## Biodiversidad

### Flora
La vegetación predominante es la selva mediana de puckte (Bucida buceras) y chicozapote, con una importante población de Mangle rojo (Rhizophora mangle) la cual se encuentra bajo la categoría de amenazada en la Norma Oficial Mexicana NOM-059SEMARNAT-2010.
Las principales especies de árboles existentes son ramón, chicozapote, pelmax o laurel, jobillo o amargoso palo mulato, roble (Quercus oleoides), chacté entre otros, así como vegetación propia de la sabana.
También existen en el área de la reserva otros tipos de vegetación como son: Pastizal inducido , selva baja espinosa subperennifolia, selva mediana subperennifolia y tular.

### Fauna
En cuanto a especies animales existe una gran cantidad de aves, reptiles, felinos, peces y anfibios.

#### Aves
Dentro de las aves, predominan el gavilán caracolero, trogón pechiamarillo, loro coriblanco, Asio clamator (lechuza de los pantanos), Cathartes burrovianus (zamuro, jote de cabeza amarilla o aura sabanera), Harpyhaliaetus solitarus (águila solitaria) e Ictinia mississippiensis (milano boreal).

#### Mamíferos
Dentro de los mamíferos, es posible encontrar tigrillos, venado cola blanca, Alouatta pigra (mono aullador negro) y Nasua nasua (coatí).

#### Peses, anfibios y reptiles
Existen en los cuerpos de agua de la reserva, Atractosteus tropicus (pejelagarto), robalo negro, juil de cenote, rana de Brown, sapo elegante, salamandras, entre los reptiles pueden encontrares lagartijas, boas y nauyacas.

### Principales cuerpos de agua
El río principal que atraviesa la reserva es el río Usumacinta (el más caudaloso de México), aunque también la atraviesa el río San Pedro Mártir (que da origen a las cascadas de Reforma). Existen otros cuerpos lagunares como son el Lago Sunina (261 ha), lago Multe (109 ha), lago El Susil (46 ha), laguna Negra (41 ha), lago Lingle (58 ha) y el lago San Juan (30 ha).

## Clima
El clima predominante en la reserva es cálido húmedo con lluvias en verano y un porcentaje de lluvia invernal mayor al 10,2% del total anual. La temporada de secas ocurre entre los meses de abril a junio, registrándose en el mes más seco una precipitación menor de 60mm, mientras que en la temporada de lluvias, se pueden registrar precipitaciones mayores a los 120mm. Aunque la región no es paso de huracanes, en algunas ocasiones se ha registrado el paso de estos o tormentas tropicales.
En la reserva se registra una temperatura media anual mayor de 22 °C, registrándose en el mes más frío una temperatura mínima de 18 °C, mientras que los meses más calurosos son de abril a junio, registrándose temperaturas mayores a los 40 °C.

## Turismo

### Balneario Cascadas de Reforma
En el interior de la reserva, se localiza el balneario turístico "Cascadas de Reforma". En el lugar pueden observarse cuatro caídas de agua, bautizadas por los lugareños como "Tasiste", "El Chile", "La Botica" y "El Imperio". En la caída de “La Botica” se encuentra una gran poza natural donde puede disfrutarse del agua y del paisaje. En los alrededores, se puede acampar o pasar un día de campo en alguna de las palapas. También hay algunas cabañas rústicas y un puente colgante.

### Zona arqueológica Moral Reforma
A 2 km del balneario, se localiza la zona arqueológica de Moral Reforma, donde se encuentra la pirámide más alta descubierta en Tabasco, se trata de una impresionante pirámide doble de 27 m de altura, también se puede apreciar un jugo de pelota, seis estelas y cuatro altares, además de otras pirámides menores.